# Retocomus riletti
Retocomus riletti är en skalbaggsart som beskrevs av Abdullah 1965. Retocomus riletti ingår i släktet Retocomus och familjen kvickbaggar. Inga underarter finns listade i Catalogue of Life.